# Sammatti församling
Sammatti församling (finska: Sammatin seurakunta) var en evangelisk-luthersk församling i Sammatti i det finländska landskapet Nyland. Församlingens huvudkyrka var Sammatti kyrka.

## Historia
Sammatti församling grundades som ett kapell under Karislojo församling år 1591. År 1859 sammanslogs Sammatti kapellförsamling med Karislojo församling, men församlingen separerades från Karislojo igen år 1871 när Sammatti återigen blev en kapellförsamling under Karislojo. Sammatti församling blev en självständig församling först år 1951.
År 2009 slogs Sammatti kommun samman med Lojo stad och församlingen bildade då en kyrklig samfällighet tillsammans med Lojo församling, kallad Lojo kyrkliga samfällighet. Samfälligheten upplöstes år 2013 när Karislojo och Nummi-Pusula slogs samman med Lojo. Då upphörde även Sammatti församling att existera och slogs samman med Lojo församling som en områdesförsamling.

## Präster och kantorer
Lista över präster i Sammatti församling:

### Kyrkoherdar
- Eero Jämsä, 1952–1967
- Kai Selinheimo, 1967–1970
- Reijo Junttila, 1972–1977
- Paavo Pinomaa, 1977–1988
- Jaakko Saari, 1988–2011
- Kauko Puranen (t.f.), 2010–2012

### Kaplaner
- Georgius Lagus, 1658–1683
- Jöran Henrik Lekman, 1683–1703
- Johan Lundberg, 1703–1729
- Ivar Wallenius, 1730–1755
- Henrik Tallqvist, 1757–1769
- Johan Widell, 1771–1785
- Johan Laurell, 1786–1792
- Gabriel Procopæus, 1794–1825
- Johan Gabriel Vahlman, 1826–1836
- Johan Cyrenius, 1839–1855
- Erik Ellinen, 1858
- kaplanstjänst fanns inte mellan 1859 och 1901
- Niilo Pispala, 1901–1905
- Otto Edvard Lahtinen, 1906–?
- Anton Lannetta, 1932–1951

### Kantorer
- Eljas Mylläri
- Juha Veijalainen
- Raija-Leena Utela-Nieminen
- Sinikka Rikkilä
- Pia Hemminki (vikarie)
- Seppo Huikko
- Pertti Haapalainen (t.f.)
- Heikki Orama

## Lokaler
Lista över Sammatti församlings lokaler:
- Sammatti kyrka
- Sammatti prästgård
- Sammatti begravningsplats (vid kyrkan)